# Qualificazioni alla Coppa del Mondo maschile di pallavolo 1977 e al campionato mondiale maschile di pallavolo 1978 (AVC)
Le qualificazioni asiatiche e oceaniane alla Coppa del Mondo di pallavolo maschile 1977 e al campionato mondiale 1978 si sono svolte dal 16 al 21 novembre 1976 a Hong Kong: al torneo hanno partecipato quattro squadre nazionali asiatiche e oceaniane e le prime due classificate si sono qualificate per la Coppa del Mondo 1977 e per il campionato mondiale 1978.

## Regolamento

### Formula
Le squadre hanno disputato un'unica fase con formula del girone all'italiana, con gare di andata e ritorno.

### Criteri di classifica
Sono stati assegnati 2 punti alla squadra vincente e 1 a quella sconfitta.
L'ordine del posizionamento in classifica è stato definito in base a:
- Punti;
- Ratio dei set vinti/persi;
- Ratio dei punti realizzati/subiti.

## Squadre partecipanti
| Squadra       | Qualificazione |
| ------------- | -------------- |
| Corea del Sud | Wild card      |
| Cina          | Wild card      |
| Hong Kong     | Wild card      |
| India         | Wild card      |

## Torneo

### Risultati
| 16 novembre 1976 ?, Hong Kong Durata: ? - Spettatori: ? | Cina          | 3 - 0 | India     | 15-3, 15-3, 15-2         |
| 16 novembre 1976 ?, Hong Kong Durata: ? - Spettatori: ? | Corea del Sud | 3 - 0 | Hong Kong | 15-2, 15-6, 15-1         |
| 17 novembre 1976 ?, Hong Kong Durata: ? - Spettatori: ? | Cina          | 3 - 0 | Hong Kong | 15-2, 15-3, 15-2         |
| 17 novembre 1976 ?, Hong Kong Durata: ? - Spettatori: ? | Corea del Sud | 3 - 0 | India     | 15-6, 15-1, 15-3         |
| 18 novembre 1976 ?, Hong Kong Durata: ? - Spettatori: ? | Corea del Sud | 3 - 0 | Cina      | 15-10, 15-8, 15-8        |
| 18 novembre 1976 ?, Hong Kong Durata: ? - Spettatori: ? | India         | 3 - 1 | Hong Kong | 15-6, 15-7, 12-15, 15-11 |
| 19 novembre 1976 ?, Hong Kong Durata: ? - Spettatori: ? | Cina          | 3 - 0 | India     | 15-1, 15-6, 15-6         |
| 19 novembre 1976 ?, Hong Kong Durata: ? - Spettatori: ? | Corea del Sud | 3 - 0 | Hong Kong | 15-2, 15-3, 15-3         |
| 20 novembre 1976 ?, Hong Kong Durata: ? - Spettatori: ? | Corea del Sud | 3 - 0 | India     | 15-1, 15-5, 15-5         |
| 20 novembre 1976 ?, Hong Kong Durata: ? - Spettatori: ? | Cina          | 3 - 0 | Hong Kong | 15-3, 15-3, 15-1         |
| 21 novembre 1976 ?, Hong Kong Durata: ? - Spettatori: ? | Corea del Sud | 3 - 0 | Cina      | 15-7, 15-11, 15-13       |
| 21 novembre 1976 ?, Hong Kong Durata: ? - Spettatori: ? | India         | 3 - ? | Hong Kong | ?                        |

### Classifica
| Pos | Squadra       | Pt | G | V | P | SV | SP | Ratio | PF  | PS  | Ratio |
| --- | ------------- | -- | - | - | - | -- | -- | ----- | --- | --- | ----- |
| 1   | Corea del Sud | 12 | 6 | 6 | 0 | 18 | 0  | MAX   | 270 | 92  | 2.934 |
| 2   | Cina          | 10 | 6 | 4 | 2 | 12 | 6  | 2.000 | 234 | 125 | 1.872 |
| 3   | India         | 8  | 6 | 2 | 4 | ?  | ?  | ?     | 6   | ?   | ?     |
| 4   | Hong Kong     | 6  | 6 | 0 | 6 | ?  | ?  | ?     | ?   | 18  | ?     |

## Classifica finale
| Pos | Squadra       | Qualificazione                                |
| --- | ------------- | --------------------------------------------- |
|     | Corea del Sud | Coppa del Mondo 1977 Campionato mondiale 1978 |
|     | Cina          | Coppa del Mondo 1977 Campionato mondiale 1978 |
|     | India         |                                               |
| 4   | Hong Kong     |                                               |